# Emese Závory
Emese Mária Závory (* 20. Mai 1941 in Budapest, Königreich Ungarn; † 23. Juli 2021 in München) war eine ungarische Bildhauerin, die in Deutschland als Emese Maria Zavory bekannt ist. Sie trug zur sozialen Kunst in München bei.

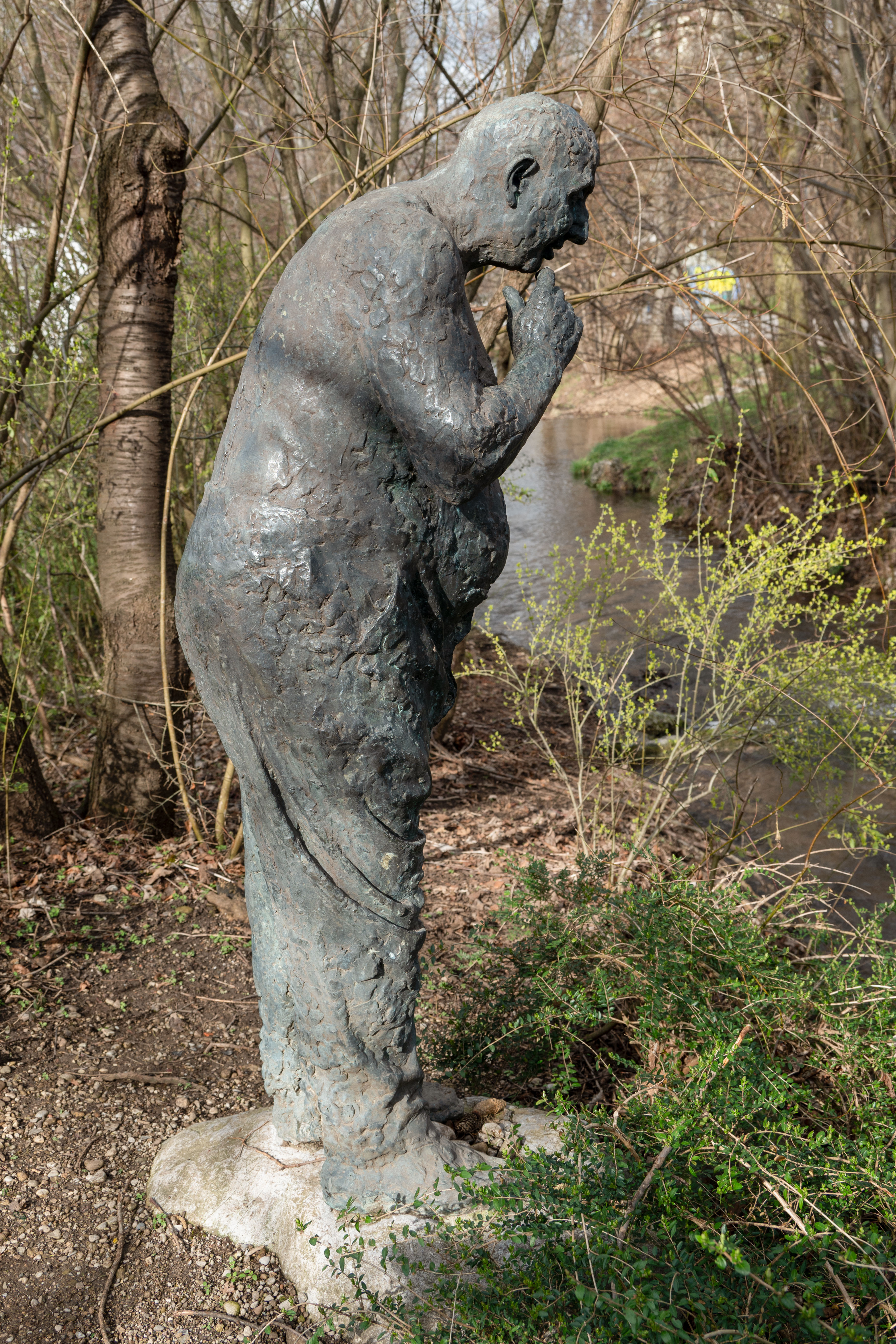
Mann spricht mit Fisch von Emese Zavory (1984)

## Leben
Emese Závory besuchte von 1962 bis 1967 die Hochschule für Kunstgewerbe (Magyar Iparművészeti Főiskola) in Budapest. Sie setzte ihr Studium in der Malerei bei Professor Hartmann an der Akademie der Bildenden Künste München von 1968 bis 1971 fort. 1978 wurde sie Lehrerin für Bildhauerei, unter der Anleitung von Hans Ladner und Georg Brenninger.

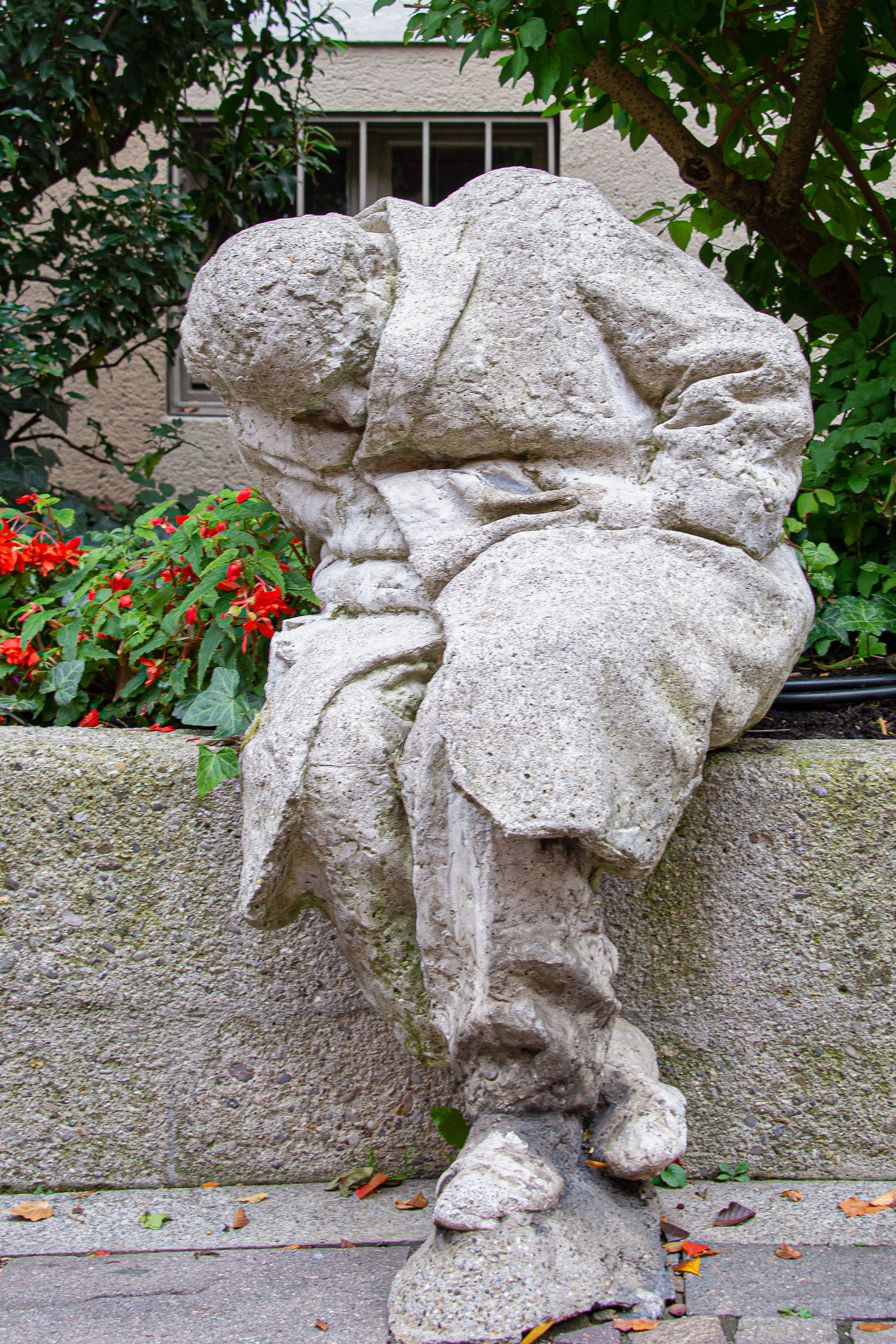
Die kalte Nacht von Emese Zavory (1982)

## Werke (Auswahl)
- Die kalte Nacht. 1982

Diese Skulptur befindet sich im Asamhof (Sendlinger Straße, München) und ist auch als Der Penner bekannt. Sie formuliert soziale Kritik, insbesondere hinsichtlich der Einsamkeit älterer Menschen und des Lebens von Obdachlosen.
- Porträtzeichnung namens „Oskar“, 1983. Lenbachhaus München
- Mann spricht mit Fisch. 1984.

Diese Skulptur steht am Hachinger Bach in einem kleinen Park am Krehlebogen in München-Perlach. Sie thematisiert die Einsamkeit der Alten und die soziale Ausgrenzung.

## Preise
- 1980: Förderpreis für Bildende Kunst der Landeshauptstadt München
- 1982: Seerosenpreis